# Pinazepam
Pinazepamul este un medicament din clasa 1,4-benzodiazepinelor, fiind utilizat în tratamentul anxietății. Calea de administrare disponibilă este cea orală.

## Utilizări medicale
Pinazepamul este utilizat, în unele state, în tratamentul de scurtă durată al anxietății.

## Farmacologie
Pinazepamul se metabolizează la N-desmetildiazepam. Ca toate benzodiazepinele, acest metabolit acționează ca modulator alosteric pozitiv al receptorului de tip A pentru acidul gama-aminobutiric (R GABAA), reducând excitabilitatea neuronilor.